# József Csatári
József Csatári (n. 17 decembrie 1943, Budapesta, Regatul Ungariei – d. 30 ianuarie 2021) a fost un luptător ce a reprezentat Ungaria, medaliat olimpic. A participat la 2 ediții ale Jocurilor Olimpice (1968, 1972) în care a câștigat o medalie de bronz.